# 贝内旺拉拜
贝内旺拉拜（法語：Bénévent-l'Abbaye，法語發音：[benevɑ̃ labei]）是法国克勒兹省的一个市镇，属于盖雷区。

## 地理
贝内旺拉拜（46°7'4"N, 1°37'44"E）面积11.56 平方千米，位于法国新阿基坦大区克勒兹省，该省份为法国中部省份，位于法國中央高原西北部，北起安德尔省和谢尔省，西接维埃纳省，南至科雷兹省，东临多姆山省，东北与阿列省接壤。
与贝内旺拉拜接壤的市镇（或旧市镇、城区）包括：勒格朗堡、马尔萨克、穆里尤-维埃耶维尔。

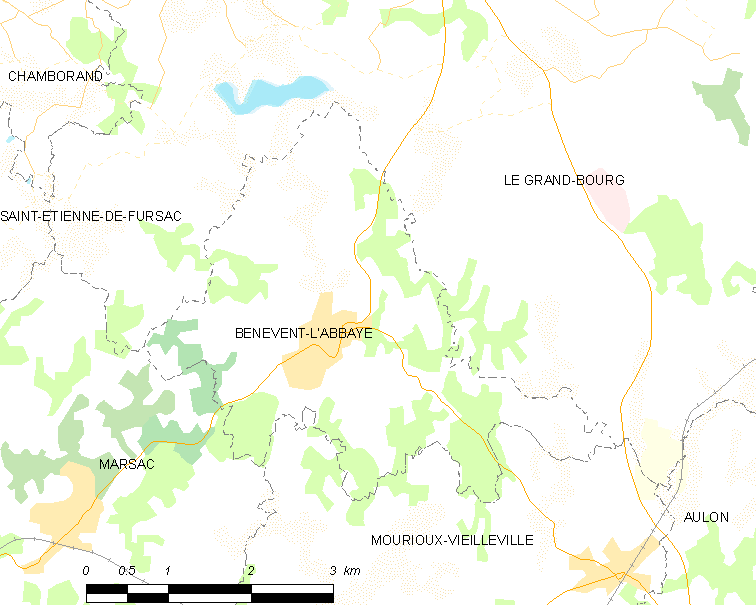
贝内旺拉拜的OSM定位图

贝内旺拉拜的时区为UTC+01:00、UTC+02:00（夏令时）。

## 行政
贝内旺拉拜的邮政编码为23210，INSEE市镇编码为23021。

## 政治
贝内旺拉拜所属的省级选区为勒格朗堡县。

## 人口

1962-2008年间贝内旺拉拜人口变化图示

贝内旺拉拜于2022年1月1日时的人口数量为767人。